# New Orleans blues
O New Orleans blues é uma combinação do dixieland com ritmos derivados damúsica caribenha, tipicamente tocado com um piano ou com um instrumentro de sopro.